# أسفل رشدة (حالمين)

تعديل مصدري - تعديل

اسفل رشدة هي إحدى قرى عزلة حبيل الريدة بمديرية حالمين التابعة لمحافظة لحج، بلغ تعداد سكانها 52 نسمة حسب تعداد اليمن لعام 2004.